# Treosulfan
Il treosulfan o treosulfano è un farmaco chemioterapico della classe degli agenti alchilanti; nello specifico si tratta di un solfonato di alchile. È impiegato in associazione con la fludarabina nel caso di tumori di pertinenza ematologica, come leucemie e linfomi, specie nell'ambito della terapia preparatoria al trapianto allogenico di cellule staminali ematopoietiche. Il farmaco può essere assunto per via endovenosa o per via orale.
Il treosulfan è cancerogeno e per questo è stato inserito nel gruppo 1 della classificazione IARC; è stata inoltre documentata la sua attività nefrotossica. Tuttavia, avendo una tossicità inferiore a quella del busulfan, viene spesso usato come sostituto di quest'ultimo in ambito chemioterapico nel caso dei pazienti fragili.
È stato studiato il potenziale uso del treosulfan nel trattamento del melanoma uveale.